# Cyanopatella iranica
Cyanopatella iranica är en svampart som beskrevs av Petr. 1949. Cyanopatella iranica ingår i släktet Cyanopatella, divisionen sporsäcksvampar och riket svampar.   Inga underarter finns listade i Catalogue of Life.